# Sergei Aschwanden
Sergei Aschwanden (Berna, 22 de diciembre de 1975) es un deportista suizo que compitió en judo.
Participó en los Juegos Olímpicos de Pekín 2008, obteniendo una medalla de bronce en la categoría de –90 kg. Ganó dos medallas en el Campeonato Mundial de Judo, plata en 2003 y bronce en 2001, y cuatro medallas en el Campeonato Europeo de Judo entre los años 2000 y 2006.

## Palmarés internacional
| Juegos Olímpicos   | Juegos Olímpicos        | Juegos Olímpicos  | Juegos Olímpicos |
| Año                | Lugar                   | Medalla           | Categoría        |
| ------------------ | ----------------------- | ----------------- | ---------------- |
| 2008               | Pekín (China)           | Medalla de bronce | –90 kg           |
| Campeonato Mundial |                         |                   |                  |
| Año                | Lugar                   | Medalla           | Categoría        |
| 2001               | Múnich (Alemania)       | Medalla de bronce | –81 kg           |
| 2003               | Osaka (Japón)           | Medalla de plata  | –81 kg           |
| Campeonato Europeo |                         |                   |                  |
| Año                | Lugar                   | Medalla           | Categoría        |
| 2000               | Breslavia (Polonia)     | Medalla de oro    | –81 kg           |
| 2003               | Düsseldorf (Alemania)   | Medalla de oro    | –81 kg           |
| 2005               | Róterdam (Países Bajos) | Medalla de bronce | –90 kg           |
| 2006               | Tampere (Finlandia)     | Medalla de bronce | –81 kg           |